# Озёрная (приток Истока)
Озёрная (в верхней половине также — Правая Озёрная) — река в России, протекает по Усть-Пристанскому району Алтайского края. Устье реки находится в 8 км по правому берегу реки Исток. Длина реки составляет 38 км.
В 24 км по левому берегу впадает река Левая Озёрная (Озёрная).

## Данные водного реестра
По данным государственного водного реестра России относится к Верхнеобскому бассейновому округу, водохозяйственный участок реки — Обь от слияния рек Бия и Катунь до города Барнаул, без реки Алей, речной подбассейн реки — бассейны притоков (Верхней) Оби до впадения Томи. Речной бассейн реки — (Верхняя) Обь до впадения Иртыша.